# Papel pijama

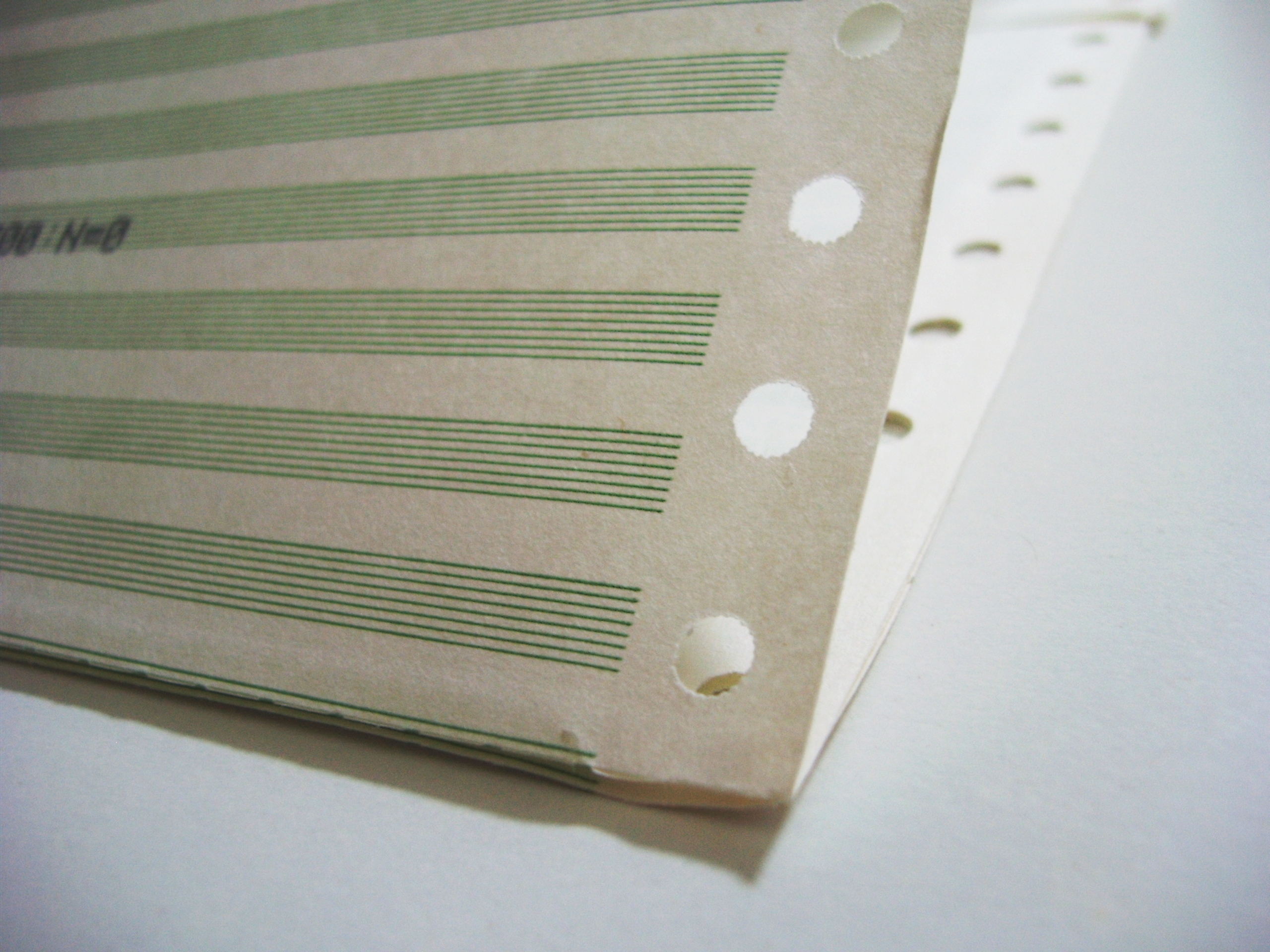
Papel pijama con líneas verdes

Papel pijama es  aquel papel continuo (con sus correspondientes perforaciones laterales para asegurar el avance por el rodillo de las impresoras matriciales) caracterizado por incluir cada ciertas líneas, una de color alterno (habitualmente azul, gris o verde) para facilitar la lectura.

## Uso
Este tipo de papel se usaba fundamentalmente en los centros de proceso de datos para la obtención de listados de gran longitud formando habitualmente grandes bloques de papel.
Con el advenimiento de nuevos tipos de impresoras con alimentación automática de papel normal (láser, inyección de tinta, etc.), ha ido cayendo en desuso, pasando el término a tener una nueva acepción.

## Efecto papel pijama
Con la llegada de la llamada inteligencia de negocio, la expresión "papel pijama", ha pasado a utilizarse para cualquier
tipo de listado o informe que alterne líneas con distinto color de fondo, independientemente del medio en el que se presente (papel, pantalla, etc.)